# Panthessaliko Stadio
Das Panthessaliko Stadio (griechisch Πανθεσσαλικό Στάδιο; deutsch „Gesamt-Thessalisches Stadion“) ist ein Fußballstadion mit Leichtathletikanlage in der griechischen Hafenstadt Volos am Pagasitischen Golf. Es wurde 2004 eröffnet und ist die größte Sportstätte in der Region Thessalien.

## Geschichte
Der Auslöser zum Stadionbau waren die Olympischen Sommerspiele, welche 2004 in Athen ausgetragen wurden. Neben Piräus, Patras, Iraklio und Thessaloniki wurde auch Volos dank seiner zentralen Lage innerhalb Griechenlands für die Wettbewerbe im Fußball nominiert. Das Stadion wurde dabei an gleicher Stelle errichtet, an der zuvor bereits eine kleinere, nicht vollständig vollendete Arena stand. Die Bauarbeiten begannen im Sommer 2002 und in den nächsten knapp zwei Jahren entstand für etwa 50 Millionen € ein modernes Stadion, welches im Besitz einer Kunststoffbahn für Leichtathletikwettbewerbe ist. Eingeweiht wurde das Stadion am 30. Juli 2004 mit der Begegnung zwischen den olympischen Fußballmannschaften von Griechenland und Australien.
Am 27. Oktober 2007 erhielt Griechenland den Zuschlag für die Ausrichtung der Mittelmeerspiele 2013, die unter anderem auch im Panthessaliko Stadio als zentraler Austragungsstätte stattfinden sollten. Aufgrund seiner wirtschaftlichen Krise wurde Griechenland am 28. Januar 2011 die Ausrichtung der Spiele entzogen und in einer von der ICMG online durchgeführten Abstimmung das türkische Mersin zum Gastgeber gewählt.
Das Stadion diente als Austragungsstätte des Finalspiels des griechischen Fußballpokals der Männer in den Saisons 2006/07, 2016/17, 2019/20,  2022/23 und 2023/24. Darüber hinaus bestreitet der Erstligaverein NFC Volos seine Heimspiele im Panthessaliko Stadio. In der Vergangenheit diente es auch als Heimspielstätte für Olympiakos Volos (Saison 2008/09 und von 2015 bis 2019). Auch AE Larisa spielte seine europäischen Partien im UEFA-Pokal in der Saison 2007/08 im Panthessaliko Stadio. Unter anderem spielte man gegen die Blackburn Rovers, Zenit Sankt Petersburg und den 1. FC Nürnberg.
2005 war ds Stadion Austragungsort der Leichtathletik-Balkan-Meisterschaften.

## Architektur
Das Panthessaliko besteht aus vier Tribünenabschnitten. Bis auf die Gegengerade verfügen alle über einen zusätzlichen Oberrang. Unterhalb der Tribünen befinden sich Trainings- sowie Aufwärmräume. Als einziges Stadion in Griechenland bestand das Spielfeld bei der Eröffnung aus einem Hybridrasen.

## Statistisches
- Fassungsvermögen: 22.700 (ausschließlich Sitzplätze)
- Zuschauerrekord: 21.597 bei der Partie Griechenland – Mexiko 2:3 (17. August 2004 bei den Olympischen Spielen)